# Queen of No Marriage
Queen of No Marriage (chinês: 敗犬女王, pinyin: Bài quǎn nǚwáng), também conhecida como My Queen, é uma série de comédia romântica  da televisão taiwanesa de 2009 Taiwan. O drama de foi produzido pela Sanlih E-Television e estrelado por Ethan Juan e Cheryl Yang.  A série foi ao ar pela primeira vez em 4 de janeiro de 2009 na TTV após Invincible Shan Bao Mei e pela última vez em 31 de maio de 2009. 

## Sinopse
Shan Wu Shuang (Cheryl Yang) é uma mulher bonita, trabalhadora e solteira de 33 anos que conhece Lucas (Ethan Juan), um romântico e belo trabalhador de 25 anos. A diferença de idade influência o romance dos dois. 

## Elenco

### Principal
| Ator        | Papel          | Introdução |
| ----------- | -------------- | --- |
| Ethan Juan  | Lucas          | 25 anos. Trabalha como assistente na revista iFound, como ajudande de JJ e, também como guarda-costas de Shan Wy Shuang. Antes, era estudante de medicina, mas após a morte de sua namorada Han Xiang-Yun, suas notas foram declinando e ele foi expulso da faculdade. |
| Cheryl Yang | Shan Wu Shuang | 33 anos. É a príncipal editora da revista iFound. Quase se casou com Song Yun-Hao. |
| Sylvia Yang | Han Jia Jia    | 21 anos. Nova estagiária da iFound. É a irmã mais nova de Han Xiang-Yun (ex-namorada de Lucas). |
| James Wen   | Song Yun Hao   | 34 anos. Um cinegrafista mundialmente famoso e ex-namorado de Shan Wu Shuang, que nunca casou-se com ela em razão de seu trabalho. |
| Harry Chang | JJ             | 25 anos. Colega e melhor amigo de Lucas. É gerente no Hotel Hot Spring. Está namorando com Han Jia Jia. |

### Elenco de apoio
| Ator          | Personagem      | Introdução                                                                                 |
| ------------- | --------------- | ------------------------------------------------------------------------------------------ |
| Jessica Song  | Lu Guang Ling   | Professora. Esposa de Ke Menghan.                                                          |
| Da Bing       | Romeo           | Editor Sênior da Revista iFound. É solteiro.                                               |
| Amanda Chu    | Xie Zhiqi       | Co-editora da Revista iFound.                                                              |
| Ying Wei-min  | Zhang Rouji     | Fotografo da Revista iFound.                                                               |
| Peixu Li      | Weier Gang      | Editor da Revista iFound. Gosta de Xie Zhiqi                                               |
| Jun Laiting   | Madan Na        | Reporter na Revista iFound.                                                                |
| Zhao Zi Qiang | Ceng Dafang     | Trabalha na Revista iFound e tem um hotel. É casado com Lin Chunzhi. O casal tem um filho. |
| Wei-Min Chen  | Ke Menghan      | Marido de Lu Guanglin. O casal tem uma filha.                                              |
| Lin Mei-hsiu  | Dan Lin Chunzhi | Mãe solteira.                                                                              |
| Wang Dao      | Lu Tiancheng    | Pai de Lucas. É médico.                                                                    |

### Participações Especiais
| Ator           | Personagem     | Introdução                                                         |
| -------------- | -------------- | ------------------------------------------------------------------ |
| Ko Chia-yen    | Han Hsiang-yun | Ex-namorada de Lucas.                                              |
| Qu Zhong Heng  | Ke You-Zheng   | Um político de uma pequena cidade e candidato a Primeiro Ministro. |
| Liu Xiao Li    | Ketai Tai      | Esposa de Ke You.                                                  |
| Chen Bo Zheng  | Xu Zimo        | Namorado de Lin Chunzhi.                                           |
| Su Shi Mei     |                |                                                                    |
| Xiang Yu Jie   | Lin Laoshi     | Professor de inglês na Warriors High School.                       |
| Huang Tai An   |                | Guarda-costas.                                                     |
| Hei Mian       |                | Empregada da joalheria.                                            |
| Ma Li Ou       |                | Apresentador de televisão.                                         |
| Lene Lai       | Lin Mei-Huan   | Colega de escola de Lucas.                                         |
| Zhuang Zhuang  |                | Vice presidente do Hotel Da Wei                                    |
| Fu Tian-ying   | Da Tou-ting    | Colega de universidade de Shan Wu Shuang.                          |
| Ehlo Huang     | Yue Fei        | Médico de Wu Shuang que é atraído por ela                          |
| Zhang Qin-yan  | Chloe          | Ajudante de Leslie                                                 |
| Ba Yu          | Wu Jing-jing   | Orientador de Lai Dian                                             |
| Zhang Zhao-zhi | Mr. Tang       | Um dos alvos de Shan Wu Shuang                                     |
| Sun Peng       |                | Esposo de Da Du-yi. Aparece em uma foto.                           |
| Akio Chen      |                | Gerente da loja de motores.                                        |
| Lu Man-yin     | Man-yin Jie    | Trabalha no Hotel Hot Spring.                                      |
| Ye Min-zhi     |                | Editor da Revista U Watch                                          |
| Chen Wei-ling  |                | Trabalha na floricultura                                           |
| Di Qiu         | Xiao Chen      | Colega de escola de Lucas                                          |
| Xuan Xuan      | A-Rui          |                                                                    |
| Fish Leong     |                | Radialista da rádio                                                |

## Trilha sonora
A Trilha sonora original de My Queen (CD + DVD) (敗犬女王之情歌無雙影音雙冠原聲天作之盒(1CD + 1DVD)) foi lançado em 22 de maio de 2009 por Fish Leong, pela gravadora Believe In Music. A trilha sonora contém dezessete canções e uma versão em DVD. A música tema de abertura é "敗犬女王" ou "沒有如果", enquanto a música tema de encerramento é "面對一個人的感覺 ". 

## Recepção
Desde sua primeira transmissão, Queen of No Marriage liderou a classificação com uma média total de 5,69.  Seus concorrentes na época foram  os dramas Love or Bread, do CTV, ToGetHer e Boys Over Flowers, e Prince + Princess 2 do CTS e Knock Knock Loving You . A pesquisa com os telespectadores foi realizada pela AGB Nielsen. 

## Remake
Um remake sul-coreano intitulado O Romance de uma Bruxa foi ao ar na tvN em 2014, estrelado por Uhm Jung-hwa e Park Seo-joon . 

## Prêmios e indicações
| Ano  | Cerimônia              | Categoria                        | Destinatário         | Resultado |
| ---- | ---------------------- | -------------------------------- | -------------------- | --------- |
| 2012 | 47º Prêmio Golden Bell | Melhor série de televisão        | Queen of No Marriage | Indicado  |
| 2012 | 47º Prêmio Golden Bell | Melhor atriz                     | Cheryl Yang          | Indicado  |
| 2012 | 47º Prêmio Golden Bell | Melhor Ator Coadjuvante          | James Wen            | Indicado  |
| 2012 | 47º Prêmio Golden Bell | Guia do melhor programa de drama | Queen of No Marriage | Indicado  |
| 2012 | 47º Prêmio Golden Bell | Melhor Programa de Marketing     | Queen of No Marriage | Indicado  |
| 2012 | 47º Prêmio Golden Bell | Melhor Canal de Publicidade      | Queen of No Marriage | Venceu    |